# 第三次英荷战争
第三次英荷战争（英語：Third Anglo-Dutch War）是英格兰王国和荷兰共和国之间的一次战争，持续时间为1672年4月7日至1674年2月19日，也是同时法荷战争的一部分。1670年，英国与法国签订《多佛密约》，两国密谋征服荷兰。1672年，法国入侵荷兰，起初获得胜利。后来，在威廉三世的领导下，荷兰人通过释放洪水延迟了法国人的进攻并成功离间英法，最终雖然在法荷戰爭中失利，但在第三次英荷戰爭中获得战争胜利，恢复了战争前的状态。